# ورزشگاه چئونان
ورزشگاه چئونان (به لاتین: Cheonan Stadium) یک ورزشکاه فوتبال در کره جنوبی است که در چئونان واقع شده‌است.